# Gémenos
Ne doit pas être confondu avec Évenos ou Génos (Hautes-Pyrénées).
Gémenos [ʒɛm(ə)nɔs] est une commune française située dans le département des Bouches-du-Rhône, en région Provence-Alpes-Côte d'Azur. Cette ville (ou grand village) est traversée par la route départementale 396.

## Géographie

### Localisation
Gémenos est située à 20 kilomètres à l'est de Marseille, au pied du massif de la Sainte-Baume. Le village est niché contre les contreforts de la Sainte-Baume, au débouché du vallon de Saint-Pons, arrosé par le Fauge. Le village est exposé à l'ouest, en bordure d'une plaine alluviale de l'Huveaune, face à Aubagne qui en occupe l'extrémité opposée. La commune bénéficie d'un micro-climat particulièrement doux, en hiver comme en été.

### Communes limitrophes
Les communes limitrophes sont  Aubagne, Auriol, Cuges-les-Pins, Plan-d'Aups-Sainte-Baume, Roquefort-la-Bédoule et Roquevaire.
| Roquevaire | Auriol               | Plan-d'Aups-Sainte-Baume |
| Aubagne    | Gémenos              | Cuges-les-Pins           |
| Marseille  | Roquefort-la-Bédoule | Roquefort-la-Bédoule     |

### Climat
Pour des articles plus généraux, voir Climat de Provence-Alpes-Côte d'Azur et Climat des Bouches-du-Rhône.
En 2010, le climat de la commune est de type climat méditerranéen franc, selon une étude du Centre national de la recherche scientifique s'appuyant sur une série de données couvrant la période 1971-2000. En 2020, Météo-France publie une typologie des climats de la France métropolitaine dans laquelle la commune est exposée à un climat méditerranéen et est dans la région climatique  Provence, Languedoc-Roussillon, caractérisée par une pluviométrie faible en été, un très bon ensoleillement (2 600 h/an), un été chaud (21,5 °C), un air très sec en été, sec en toutes saisons, des vents forts (fréquence de 40 à 50 % de vents > 5 m/s) et peu de brouillards. 
Pour la période 1971-2000, la température annuelle moyenne est de 14,2 °C, avec une amplitude thermique annuelle de 16 °C. Le cumul annuel moyen de précipitations est de 620 mm, avec 5,3 jours de précipitations en janvier et 1,5 jours en juillet. Pour la période 1991-2020, la température moyenne annuelle observée sur la station météorologique de Météo-France la plus proche, « Aubagne », sur la commune d'Aubagne à 5 km à vol d'oiseau, est de 15,1 °C et le cumul annuel moyen de précipitations est de 647,8 mm. 
La température maximale relevée sur cette station est de 40,9 °C, atteinte le 5 août 2017 ; la température minimale est de −11,1 °C, atteinte le 12 février 2012,,. 
| Mois                                  | jan.          | fév.           | mars          | avril         | mai           | juin          | jui.          | août           | sep.           | oct.            | nov.            | déc.          | année      |
| ------------------------------------- | ------------- | -------------- | ------------- | ------------- | ------------- | ------------- | ------------- | -------------- | -------------- | --------------- | --------------- | ------------- | ---------- |
| Température minimale moyenne (°C)     | 2,4           | 2              | 4,4           | 7             | 10,6          | 14,2          | 16,5          | 16,5           | 13,3           | 10,4            | 6,1             | 3,2           | 8,9        |
| Température moyenne (°C)              | 7,6           | 7,9            | 10,7          | 13,3          | 17,3          | 21,3          | 23,9          | 23,9           | 19,9           | 16,1            | 11,3            | 8,3           | 15,1       |
| Température maximale moyenne (°C)     | 12,9          | 13,7           | 17            | 19,6          | 24            | 28,5          | 31,3          | 31,3           | 26,5           | 21,8            | 16,4            | 13,4          | 21,4       |
| Record de froid (°C) date du record   | −7,7 07.01.02 | −11,1 12.02.12 | −7,6 02.03.05 | −3,7 08.04.21 | 1,3 07.05.19  | 5,5 03.06.06  | 7,2 17.07.00  | 8,9 24.08.1988 | 4,3 29.09.1993 | −3,3 30.10.1997 | −7,7 23.11.1998 | −8,8 30.12.05 | −11,1 2012 |
| Record de chaleur (°C) date du record | 21,7 28.01.02 | 23,6 24.02.20  | 25,7 24.03.01 | 29 28.04.05   | 34,9 27.05.22 | 40,2 28.06.19 | 40,2 23.07.03 | 40,9 05.08.17  | 36 04.09.23    | 31,5 02.10.1997 | 25,2 01.11.22   | 22,4 30.12.21 | 40,9 2017  |
| Précipitations (mm)                   | 68,9          | 39             | 37,3          | 59,4          | 45            | 30            | 11,1          | 24,7           | 77,6           | 93,6            | 94,8            | 66,4          | 647,8      |

| Diagramme climatique                                  |         |           |           |          |            |              |              |              |              |             |             |
| J                                                     | F       | M         | A         | M        | J          | J            | A            | S            | O            | N           | D           |
| 12,92,468,9                                           | 13,7239 | 174,437,3 | 19,6759,4 | 2410,645 | 28,514,230 | 31,316,511,1 | 31,316,524,7 | 26,513,377,6 | 21,810,493,6 | 16,46,194,8 | 13,43,266,4 |
| Moyennes : • Temp. maxi et mini °C • Précipitation mm |         |           |           |          |            |              |              |              |              |             |             |

Les paramètres climatiques de la commune ont été estimés pour le milieu du siècle (2041-2070) selon différents scénarios d'émission de gaz à effet de serre à partir des nouvelles projections climatiques de référence DRIAS-2020. Ils sont consultables sur un site dédié publié par Météo-France en novembre 2022.

## Urbanisme

### Typologie
Au 1er janvier 2024, Gémenos est catégorisée ceinture urbaine, selon la nouvelle grille communale de densité à 7 niveaux définie par l'Insee en 2022.
Elle appartient à l'unité urbaine de Marseille-Aix-en-Provence, une agglomération inter-départementale dont elle est une commune de la banlieue,. Par ailleurs la commune fait partie de l'aire d'attraction de Marseille - Aix-en-Provence, dont elle est une commune de la couronne,. Cette aire, qui regroupe 115 communes, est catégorisée dans les aires de 700 000 habitants ou plus (hors Paris),.

### Occupation des sols

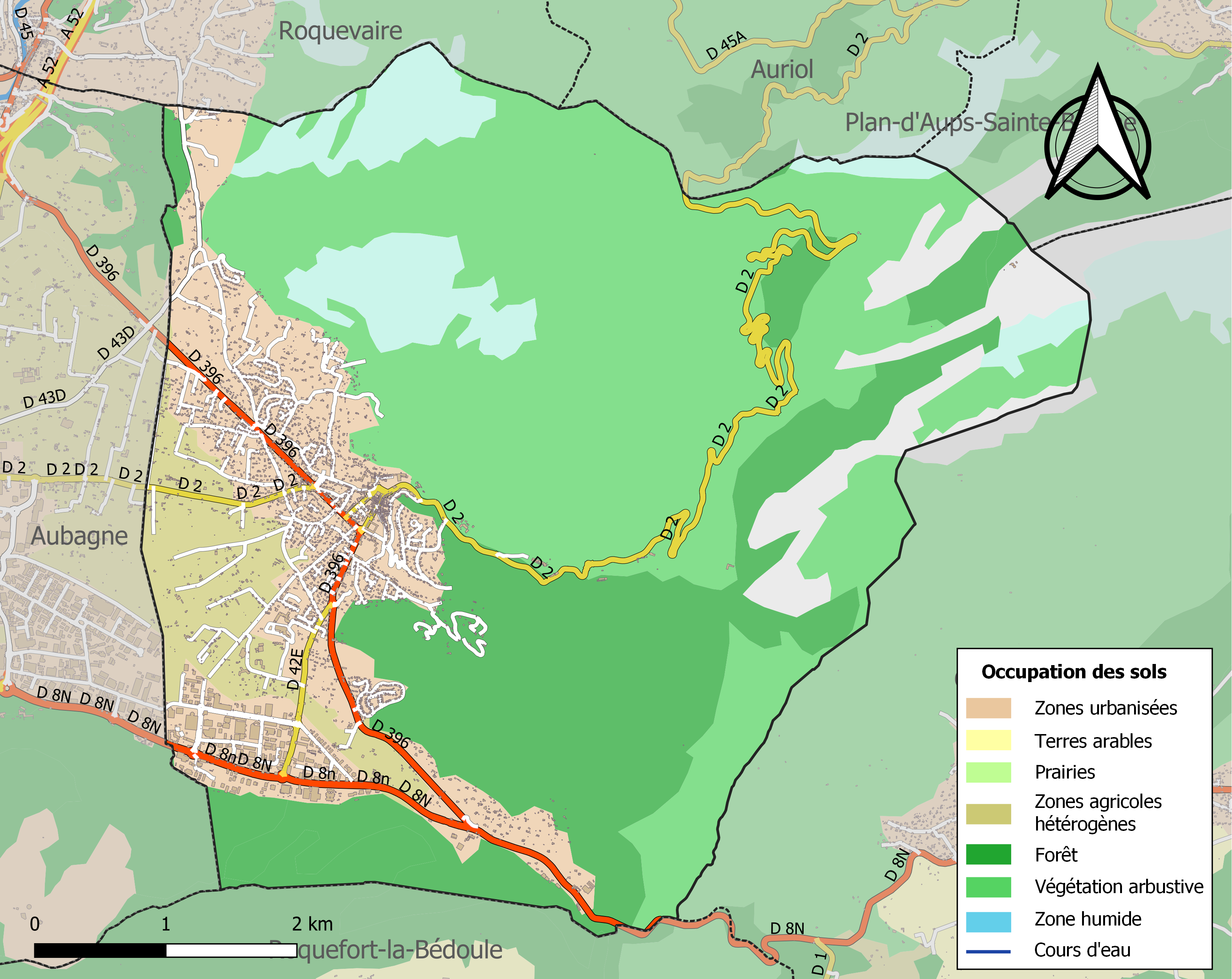
Carte des infrastructures et de l'occupation des sols de la commune en 2018 (CLC).

L'occupation des sols de la commune, telle qu'elle ressort de la base de données européenne d’occupation biophysique des sols Corine Land Cover (CLC), est marquée par l'importance des forêts et milieux semi-naturels (77,2 % en 2018), une proportion sensiblement équivalente à celle de 1990 (77,8 %). La répartition détaillée en 2018 est la suivante : 
milieux à végétation arbustive et/ou herbacée (40,9 %), forêts (24,8 %), zones urbanisées (13,8 %), espaces ouverts, sans ou avec peu de végétation (11,5 %), zones agricoles hétérogènes (6,1 %), zones industrielles ou commerciales et réseaux de communication (3 %). L'évolution de l’occupation des sols de la commune et de ses infrastructures peut être observée sur les différentes représentations cartographiques du territoire : la carte de Cassini (XVIIIe siècle), la carte d'état-major (1820-1866) et les cartes ou photos aériennes de l'IGN pour la période actuelle (1950 à aujourd'hui).

## Toponymie
La commune se nomme Gèmo en provençal selon la norme mistralienne et Gèmas en occitan selon la norme classique. Selon Frédéric Mistral,, le nom provient du bas latin Geminae qui aurait dérivé en Gemenas en provençal médiéval et qui désignait le rocher double aujourd'hui appelé Roco fourcado (Roque Fourcade, littéralement en français le « rocher en forme de fourche »).

## Histoire

### Préhistoire
Des vestiges de présence protohistorique sont présents au nord du prieuré de Saint-Jean de Garguier.
Une grotte sépulcrale a été découverte fortuitement en 1875 dans le vallon Saint-Clair. Les restes d'une vingtaine d'individus ont été découverts ainsi que des silex taillés et quelques débris de poteries.

### Période romaine
La présence d'une villa a été certifiée sur le site nommé LOCUS GARGARIUS aujourd'hui, le village de Saint-Jean de Garguier.
Une inscription épigraphique, gravée sur une plaque de marbre, en l'honneur du sévir augustal Q. CORNELIUS ZOSIMUS a été découverte à cet endroit. Elle est connue depuis le XVIIe siècle mais a disparu, après son transfert à Marseille, durant la période révolutionnaire. Cette inscription permet d'envisager la présence de thermes à LOCUS GARGARIUS ou dans ses environs proches.
Le village de Saint-Jean-de-Garguier fut le siège d'un évêché au Ve siècle.

### Moyen Âge
L'acte de propriété du 9 février 984 de Wilhem[réf. souhaitée], comte de Marseille, signale pour la première fois l'existence, à l'entrée du vallon de Saint-Pons, d'un castrum appelé Geminas.
En 1205, l'évêque de Marseille, Rainier, fonde une abbaye[réf. nécessaire] cistercienne, l'abbaye de Saint-Pons de Gémenos, avec le chapitre de Marseille et confie cette maison à une noble dame prénommée Garsende ou Gersende. Ce lieu sera un centre de développement spirituel et économique important[réf. souhaitée].
Guigonet Jarente (av.1360-ap.1402), notaire originaire de Selonnet (Baillie de Barcelonnette), fut seigneur de Gémenos et de Montclar, et familier de la reine. Sa longue carrière administrative fut récompensée par les souverains par de nombreux cadeaux. Il reçut de la reine Jeanne, donation des fours de Seyne en 1379, ainsi que l'albergue de cette ville en 1380. En 1374, il fut élu conseiller du sénéchal et ambassadeur auprès du pape.
Vers le XVe siècle, Geminas est déserté[réf. souhaitée].

### Temps modernes
C'est en 1563 que les marquis d'Albertas, Nicolas et son frère Gaspard, Italiens d'origine, acquièrent la seigneurie de Gémenos.

### Histoire récente
De 1927 à 1958, Gémenos a été reliée à Aubagne par une ligne de trolleybus, une des toutes premières en France.

## Politique et administration

### Liste des maires
| Période                                  | Période   | Identité       | Étiquette            | Qualité |
| ---------------------------------------- | --------- | -------------- | -------------------- | --- |
| 1922                                     | 1925      | Maxence Dublet | SFIO                 | |
| Les données manquantes sont à compléter. |           |                |                      | |
| 1983[réf. nécessaire]                    | mars 2001 | Albert Giraldi |                      | Médecin |
| mars 2001                                | En cours  | Roland Giberti | UDF puis NC puis UDI | Retraité de l'enseignement Conseiller régional de Provence-Alpes-Côte-d'Azur (2015 → ) Conseiller général du canton d'Aubagne-Est (2004 → 2015) 8e vice-président de la Métropole d'Aix-Marseille-Provence (2018 → ) Président du conseil de territoire de Marseille-Provence (2020 → ) Conseiller départemental du canton de La Ciotat (2020 → ) Réélu pour le mandat 2020-2026 |
| Les données manquantes sont à compléter. |           |                |                      | |

### Politique environnementale
La commune fait partiellement partie du nouveau parc naturel régional de la Sainte-Baume, créé par décret du 20 décembre 2017.

## Population et société

### Démographie
L'évolution du nombre d'habitants est connue à travers les recensements de la population effectués dans la commune depuis 1793. Pour les communes de moins de 10 000 habitants, une enquête de recensement portant sur toute la population est réalisée tous les cinq ans, les populations de référence des années intermédiaires étant quant à elles estimées par interpolation ou extrapolation. Pour la commune, le premier recensement exhaustif entrant dans le cadre du nouveau dispositif a été réalisé en 2008.

En 2022, la commune comptait 6 678 habitants, en évolution de +3,5 % par rapport à 2016 (Bouches-du-Rhône : +2,48 %, France hors Mayotte : +2,11 %).
| 1793  | 1800  | 1806  | 1821  | 1831  | 1836  | 1841  | 1846  | 1851  |
| ----- | ----- | ----- | ----- | ----- | ----- | ----- | ----- | ----- |
| 1 408 | 1 115 | 1 229 | 1 447 | 1 832 | 1 835 | 1 802 | 1 809 | 1 861 |

| 1856  | 1861  | 1866  | 1872  | 1876  | 1881  | 1886  | 1891  | 1896  |
| ----- | ----- | ----- | ----- | ----- | ----- | ----- | ----- | ----- |
| 1 815 | 1 752 | 1 660 | 1 486 | 1 534 | 1 564 | 1 554 | 1 468 | 1 498 |

| 1901  | 1906  | 1911  | 1921  | 1926  | 1931  | 1936  | 1946  | 1954  |
| ----- | ----- | ----- | ----- | ----- | ----- | ----- | ----- | ----- |
| 1 555 | 1 510 | 1 444 | 1 520 | 1 430 | 1 437 | 1 547 | 2 008 | 2 194 |

| 1962  | 1968  | 1975  | 1982  | 1990  | 1999  | 2006  | 2008  | 2013  |
| ----- | ----- | ----- | ----- | ----- | ----- | ----- | ----- | ----- |
| 2 597 | 2 807 | 3 029 | 4 548 | 5 025 | 5 481 | 5 882 | 6 007 | 6 232 |

| 2018  | 2022  | - | - | - | - | - | - | - |
| ----- | ----- | - | - | - | - | - | - | - |
| 6 551 | 6 678 | - | - | - | - | - | - | - |

### Manifestations culturelles et festivités
- Le Festival Les Arts Verts se déroule chaque été dans le théâtre de verdure. De fameux chanteurs et comiques viennent s'y produire chaque année.
- La Saint-Éloi est une des principales manifestations culturelles du village. Aubades, cavalcade, animations folkloriques et festives, messe traditionnelle sont au programme.
- La Poulido de Gémo, ensemble créé en 1982, a pour but la maintenance des danses, chants et musiques traditionnelles de Provence.
- Le Festival des Cultures du Monde (festival folklorique créé en 2003 et organisé tous les deux ans par La Poulido de Gémo).
- Ruralia, manifestation sur le thème de la ruralité, avec exhibitions d'animaux de ferme et animations.

### Personnalités liées à la commune
- Jean-Baptiste de Latil (1761-1839), cardinal y est mort.
- Dominique Piazza (1860-1941), inventeur de la carte postale photographique, mécène, constructeur du théâtre de verdure.
- Gustave Leverne (1861-1940), ingénieur y est mort.
- Pierre Brocca (1925-1990), joueur de pétanque qui a joué pour la Boule Gémenosienne.

### Héraldique
| Armes de Gémenos | Les armes peuvent se blasonner ainsi : D'argent à un arbre de sinople planté au milieu d'une terrasse du même et au pied de l'arbre deux petits enfants d'or, assis et s'entretenant. |

### Jumelages
La commune de Gémenos est jumelée avec :
- Bagnolo In Piano (Italie) ;
- Heuchelheim (Allemagne).

## Économie
Bien que les prix de l'immobilier soient très élevés, la ville est attrayante et très courue. Elle est reconnue comme étant une ville où il fait bon vivre (village esprit provençal avec toutes les commodités aux alentours). Gémenos est aussi réputée pour une ville où les habitants ne paient pas d'impôt, la part communale est effectivement à un euro depuis le début des années 2000 grâce au parc d'activités de Gémenos. De nombreuses aides existent: allocations de rentrée scolaire, aide aux jeunes pour passer leur permis de conduire, prix réduits sur l'aquagem (piscine), distribution de chèques (50, 100, 150 euros) consommer malin, consommer Gémenosien et toutes sortes d'activités pour les habitants de la commune.
Gémenos accueille aussi plusieurs fois par semaine un marché local et artisanal de producteurs de la région, qui attire aussi de nombreuses familles de la région PACA et alentour.

### Industrie
Plusieurs entreprises industrielles sont implantées à Gémenos :
- la société Gemplus, implantée sur le parc d'activités de la Plaine de Jouques en 1990, deviendra plus tard Gemalto. Gemplus fusionne avec Axalto (no 2 mondial de la carte à puce) pour fonder Gemalto, cotée au CAC 40 depuis 2012. Son siège social est déplacé à Meudon, près de Paris. En revanche certains services stratégiques et Corporate restent à Gémenos. Le site de Gémenos compte environ 900 salariés en 2014. Gemalto est racheté par Thalès en 2019.
- dans le secteur de l'imprimerie : Horizon, spécialisé dans l'édition de romans et beaux livres, les catalogues, et l'imprimerie institutionnelle, emploie une cinquantaine de personnes[30],[31]. Deux autres imprimeries portent le total des effectifs du secteur de l'imprimerie dans la commune à environ 70 employés[31] ;
- l'usine de thés et infusions Scop-TI (ex-Fralib groupe Unilever, ex-Thés Elephant), marques 1336 et Scop-TI (env. 40 p.) ;
- les guitares et basses Elypse.

## Culture et patrimoine
La commune détient quatre monuments protégés au titre des monuments historiques :
- la chapelle Saint-Martin (inscription par arrêté du 2 novembre 1926) ;
- l'église et les vestiges de l'abbaye de Saint-Pons (inscription par arrêté du 2 novembre 1926) ;
- la chapelle de Saint-Jean de Garguier (inscription par arrêté du 13 juillet 1927) ;
- le château d'Albertas, dont une porte avec bas-relief représentant Bacchus, située dans la cour des granges, est protégée (inscription par arrêté du 24 octobre 1927).

L'église paroissiale, placée sous le vocable de Saint-Martin, patron du village, possède des vitraux anciens ou copies d'anciens. Elle était sous la dépendance de l'abbaye.
La chapelle Saint-Clair est en ruines.
Les fontaines sont nombreuses dans le village ; la municipalité a organisé un circuit de visite de ces fontaines.
Au nord du village, on peut voir le château de la fin du XVIIe siècle et, dans la colline, la chapelle Saint-Clair ainsi que le prieuré de Saint-Jean de Garguier. Autour de ce prieuré se tenait annuellement une grande foire. Son activité, liée à un pèlerinage, était importante et elle attirait maints chalands. On y vendait notamment des fromages : « Nous ne parlerons que pour mémoire et à cause de son ancienne importance dans l'alimentation des paysans du broussin ou fromàgi couiènt (la cachaille), dont on s'approvisionnait à la foire annuelle de Saint-Jean-de-Guarguier près de Gémenos. ». Jean-Paul Clébert signale, quant à lui, une foire à l'ail importante qui se déroula tout au long du Moyen Âge au hameau de Saint-Jean-de-Garguier. Lieu de pèlerinage depuis l'Antiquité, cet ancien évêché (Gargarius) attirait toujours les fidèles qui dansaient et processionnaient en portant des tresses d'ail et en soufflant dans des trompettes d'argile, les toutouro d'Aubagne. Selon Fernand Benoit cette cérémonie annuelle était un rite d'exorcisme.
À l'est, au creux du vallon, le domaine de Saint-Pons est un parc départemental dont la fraîcheur en été contraste avec la chaleur sèche de la plaine et des montagnes voisines. On peut y voir l'abbaye de Saint-Pons de Gémenos, de l'ordre de Cîteaux, fondée vers 1205 et  qui recevait des moniales, un ancien château fort, et une chapelle du XIIIe siècle. Il y a aussi les traces d'un passé industriel (papeterie, verrerie créée avant 1791 par Pons Grimblot et tannerie).
À l'est du village, au pied de la colline, se trouve le théâtre de verdure, financé en 1920 par le mécène Dominique Piazza, inauguré en 1921 par les comédiens Eugène et Louise Silvain avec la pièce Sapho d’Armand Silvestre. Régulièrement utilisé pour des spectacles, après une décennie de réhabilitation, il reprend du service en 2003 pour le festival annuel Les Arts Verts.
Plus à l'est, les contreforts de la Sainte-Baume abritaient d'anciennes glacières, dont une est encore visible à l'aplomb du pic de Bertagne.
Le pic de Bertagne (altitude 1 041 mètres), extrémité ouest du massif de la Sainte-Baume, est le point culminant des Bouches-du-Rhône. Il offre un panorama exceptionnel vers la baie de Marseille et le massif des Calanques.
Plusieurs sentiers de randonnées sont balisés au départ du village et du parc de Saint-Pons. Le GR 98 monte du col de l'Ange (sur la RN 8) jusqu'au pic de Bertagne, et poursuit sur la crête vers l'est.